# Oratorio di San Benedetto (Perugia)
L'Oratorio di San Benedetto è un edificio religioso di Perugia del XVI secolo, appartenuto alla Confraternita disciplinata di San Benedetto: È ubicato nel rione di Porta Sole in via del Roscetto 21. Demanializzato dopo l'unità d'Italia, ha quindi cambiato la destinazione d'uso più volte. La proprietà è del Comune di Perugia gestione Ufficio Patrimonio.

## Storia della Confraternita di San Benedetto
La Confraternita disciplinata di San Benedetto  è documentata già dal 1320 ed è tra le più antiche della città, insieme a quella di S. Antonio e S. Fiorenzo. Come altre Confraternite laiche era un’associazione nata per scopi non solo religiosi, ma anche culturali e assistenziali. Era titolare oltre dell'Oratorio,  di un ospedale per l’assistenza ai pellegrini,  poveri e bisognosi.  Nel Medioevo l’opera svolta dai numerosi ospitali era fondata dal concetto della medicina come servizio pubblico e alla concezione religiosa della cura,  come prescritto anche nella Regola di S. Benedetto.
Al pittore “ufficiale”  del tempo: il perugino Benedetto Bonfigli, la Confraternita commissionò  un gonfalone (1471), che veniva portato in processione allo scopo di esorcizzare la peste, il dipinto fortunatamente si trova tuttora nel posto di origine nell'altare della vicina Chiesa di Santa Maria Nuova  appartenuto alla stessa Confraternita .

## L'Oratorio

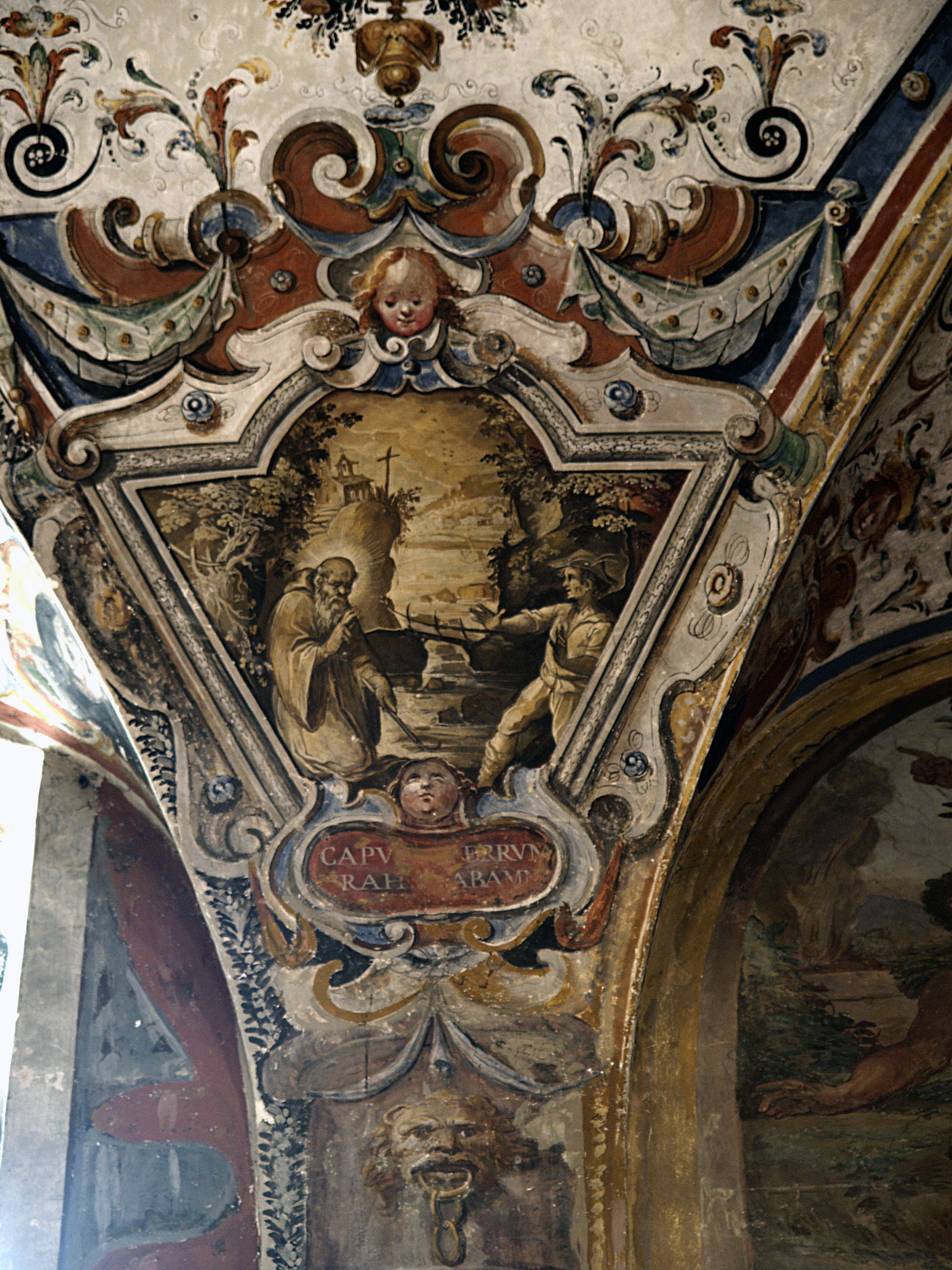
Matteuccio Salvucci - Oratorio San Benedetto- Perugia Storie di San Benedetto e S. Giovanni B.

La forma attuale dell'Oratorio risale alla ristrutturazione dell’architetto perugino Valentino Martelli (1598).  L'interno, a pianta rettangolare, è privo di transetto e della parte absidale. È ad un'unica navata scandita da lesene in tre campate. Gli affreschi della volta sono opera dell’artista Manierista-Miniaturista umbro Matteuccio Salvucci (1610); sono dipinti a grottesche con riquadri che raffigurano la vita di Santi con sfondi di paesaggi miniaturali. Tra i santi compaiono il titolare Benedetto  e Giovanni Battista (definibile il primo monaco Anacoreta cristiano) . L'opera fu molto apprezzata dai committenti come testimonia Lione Pascoli, a detta del quale Salvucci riscosse «sommo applauso», ottenendo l’iscrizione onoraria alla lista degli affiliati all’oratorio. Lo stile "espressionista" delle figure e le capacità descrittive dei paesaggi rileva l'influenza dei Pittori fiammingahi del Cinquecento, come Paul Bril con i quali Salvucci ebbe contatti a Roma e a Città di Castello. L'opera è un esempio di come le sue capacità miniaturali vengano trasportate su scala monumentale, spaziando liberamente sia sulle piccole superfici , quali i monocromi ad affresco posti sopra i capitelli, sia nelle grottesche di grandi dimensioni. Vi sono raffigurati al centro della volta: lo Spirito Santo tra angeli incastonati da splendida cornice. Inoltre, nei riquadri, storie dei Santi Benedetto, Giovanni, Ercolano, Costanzo, Carlo e del Beato Filippo Vita.

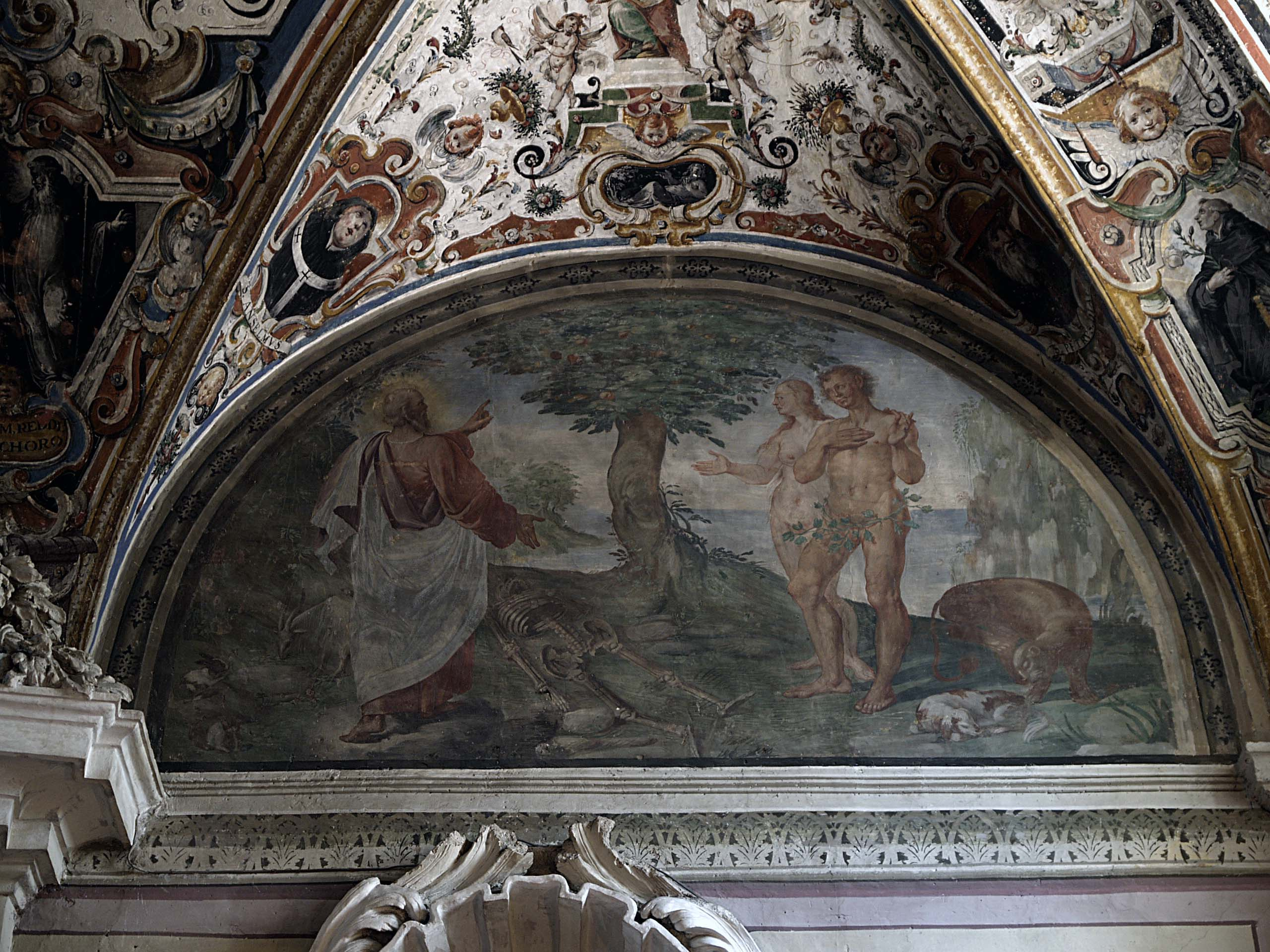
Storie Antico Testamento - Adamo ed Eva - "Il divino divieto" G. F.Bassotti e G. B. Mazzi.

Le decorazioni delle lunette sono, opera dei perugini Giovanni Francesco Bassotti e Giovanni Battista Mazzi dipinte mezzo secolo dopo (1665).  Raffigurano le storie del Vecchio Testamento alcune delle quali sono in grave degrado. In sequenza sono rappresentate :
I lunetta Creazione di Eva; (al lato destro dell’ ex altare). Eva diversamente dall'iconografia tradizionale è raffigurata autonoma da Adamo , con il proprio corpo indipendente.
II lunetta: Dio proibisce il pomo; (lato sinistro dell’ex altare), Dio con il dito indica l’albero , e con l’altra mano indica la morte distesa a terra: uno scheletro fuori luogo nel contesto dell’eden, ma visto come conseguenza del divieto .
III lunetta: Dio porge le vesti ad Adamo ed Eva; parete sinistra
IV lunetta: Adamo che coltiva la terra ed Eva che nutre i figli; parete opposta all’ ex altare
V lunetta:  I sacrifici di Abele e Caino;
VI lunetta : L’Uccisione di Abele;

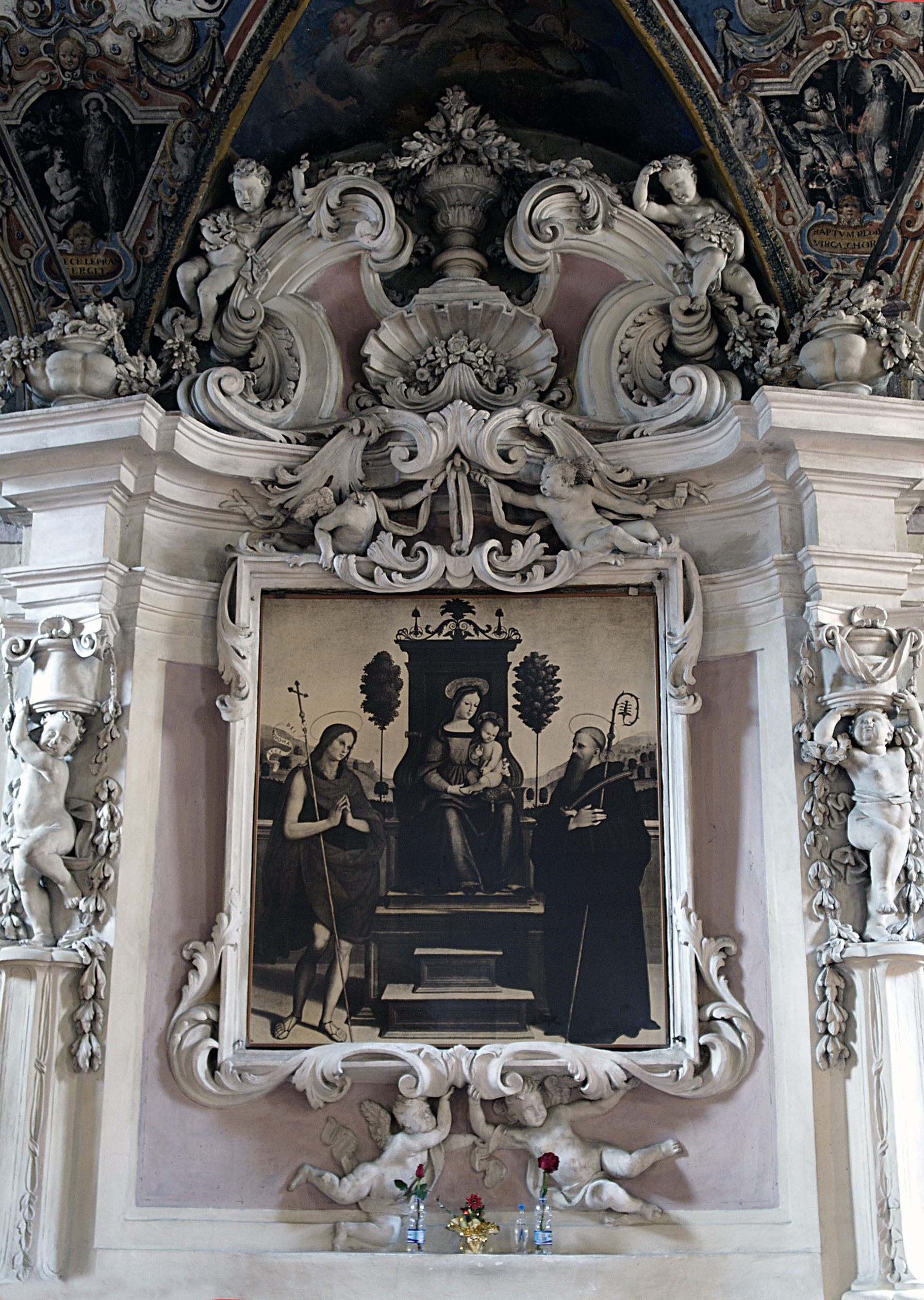
Madonna degli Alberelli Oratorio San Benedetto Perugia

VII lunetta : L’ira di Dio nei confronti di Caino;
Nella parete, dell’ex altare è la riproduzione del 1863, dell'originale pala di Eusebio da San Giorgio, allievo del Perugino, conosciuta come “Madonna degli alberelli” (1508-9), l’originale è nella Galleria nazionale dell'Umbria. La pala raffigura la Madonna in trono con Bambino tra i santi Giovanni Battista e il titolare Benedetto. La presenza di S. Giovanni Battista è  motivata dal fatto che egli è il precursore di ogni monaco che abbia scelto l’isolamento dal mondo. Ai lati due alberi di cedro, invece dei due angeli richiesti dai committenti, ma più “moderni” per l’epoca rinascimentale. La pala aveva una coeva cornice in legno, opera dell’intagliatore Giovanni Battista di Cecco, sostituita poi dalla cornice in stucco.
L’Oratorio fu arricchito con fastose decorazioni di stucchi e restaurato nel 1793 dal pittore Andrea Appiani, che mise mano alle figure, mentre Luigi Mancini Perugini restaurò le grottesche.

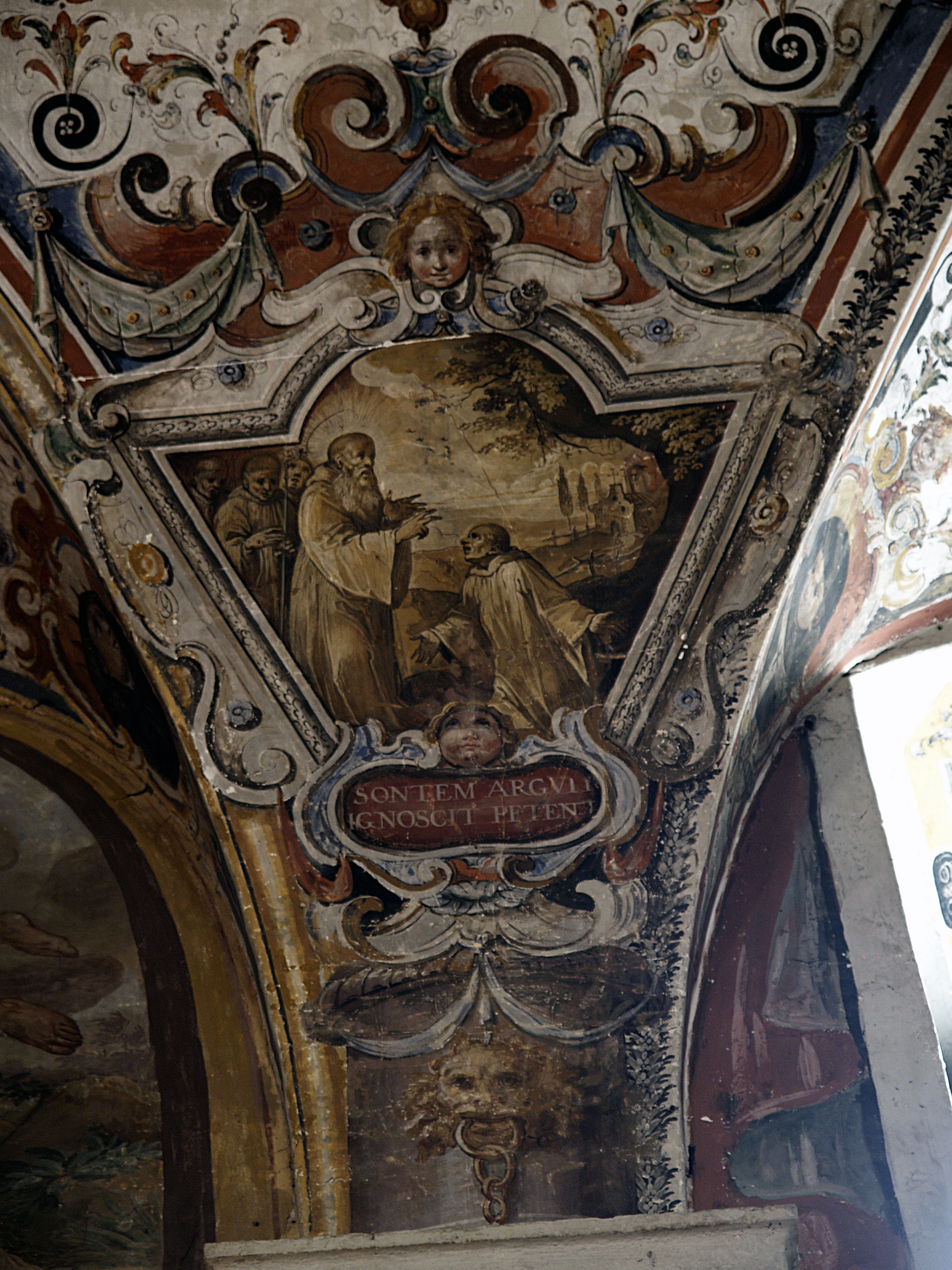
Storie di San Benedetto di M. Salvucci

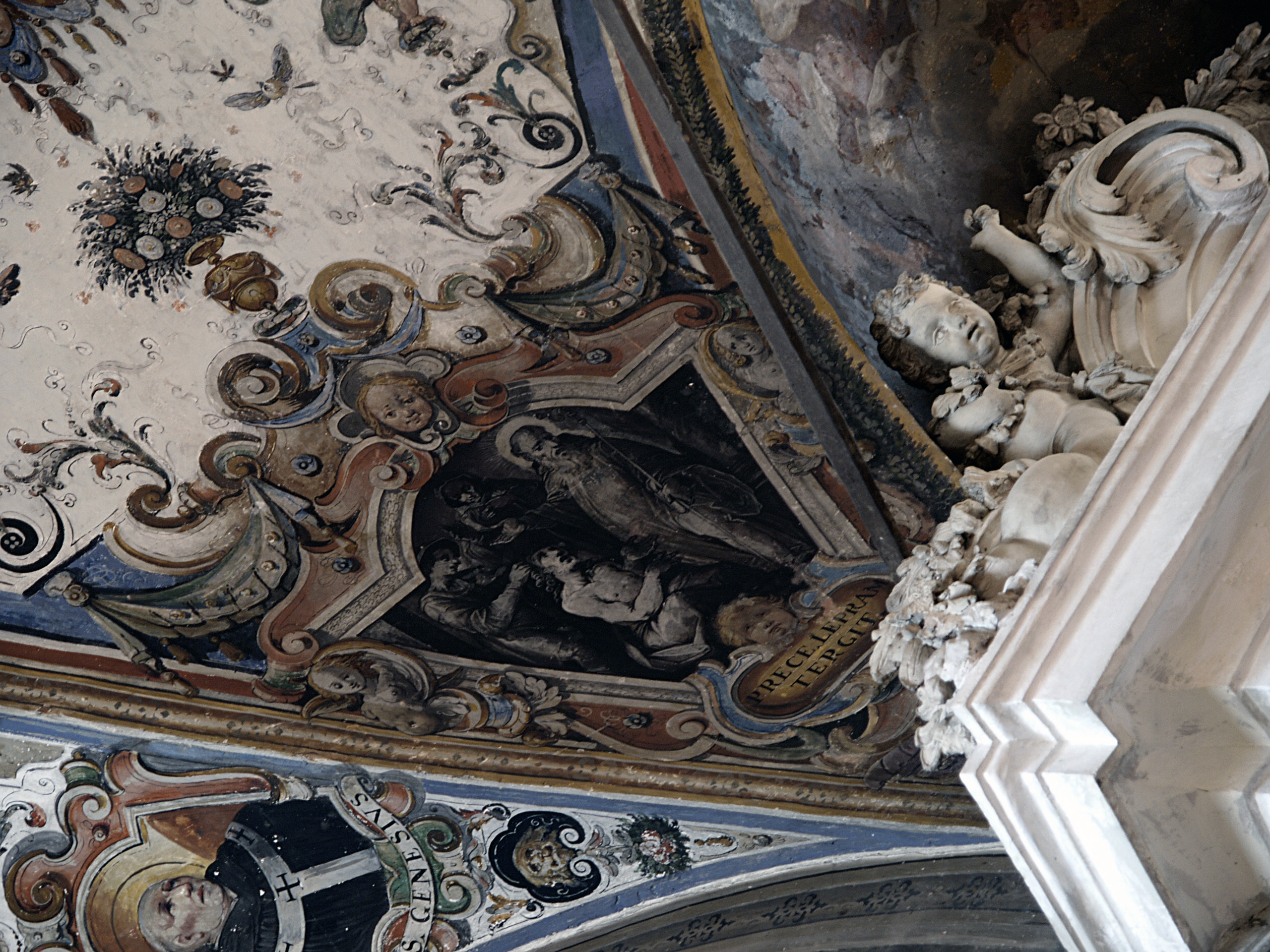
Matteuccio Salvucci Volta dell'Oratorio di San Benedetto (Perugia)

Dopo il 1861 l’oratorio fu demanializzato, Il luogo ha ospitato per molti anni il CTGS - Centro Turistico Giovanile Studentesco. Attualmente è adibito a mensa, gestita da Caritas e Comune. Dal 2013 l’Associazione Ri Vivi il Borgo di S. Antonio sta adoperandosi per la sua valorizzazione, scegliendolo anche come luogo per l’organizzazione di incontri culturali, dando così la possibilità ai cittadini di riscoprirlo .